# Mirosław Bogucki
Mirosław Bogucki, né en 1958, en Pologne, est un ancien joueur de basket-ball polonais. Il évoluait au poste d'ailier.

## Palmarès
- Champion de Pologne 1978